# Jonathan Swift
Jonathan Swift, angleško-irski pisatelj, publicist in teolog, * 30. november 1667, Dublin, † 19. oktober 1745, Dublin.
Swiftovo pisateljsko delo je tesno povezano z osebnim življenjem, ki je bilo nesrečno, polno razočaranj, trpljenja in žalosti. Rodil se je v Dublinu, tam študiral, bil tajnik pri državniku Williamu Templu, prišel v stik s političnimi krogi, posegel v politiko kot publicist, poskušal napraviri politično kariero s podporo različnim strankam in osebnostim, vendar brez uspeha. Po letu 1694 je bil anglikanski duhovnik na Irskem. Od tod zagrenjenost in pesimizem, ki se razrašča v prezir vsega človeškega rodu. Umrl je duševno bolan v svoji rojstni hiši, ki je še danes na ogled v Dublinu.
Pisal je zajedlive pamflete in satire, polne ljudomrzništva kot npr.: Zgodba o sodu (Tale of a Tub; objavljena 1704) v kateri je satirično smešil razcepljenost krščanstva na posamezne cerkve. V Bitki knjig (The Battle of the Books; 1704) pa je posegel v prepir med »starim« in »modernim«, ki se je začel proti koncu 17. stoletja v Franciji o tem, ali sodobni pisci dosegajo antične ali ne. Njegovo najpomembnejše delo je Guliverjeva potovanja (Travels into Several Remote Nations of the World by Lemuel Gulliver 1726) v katerem je alegorično bičal družbene in moralne razmere tedanjega časa, razrate pa se v posmeh vsemu človeštvu in njegovim ustanovam. Leta 1724 je izdal Suknarjeva pisma (Drapier's Letters) in 1726 pesnitev Cadenus in Vanessa.